# 瑟索
瑟索（英语：Thurso /ˈθərsəʊ/；苏格兰盖尔语：Inbhir Theòrsa；低地苏格兰语：Thursa），是英国苏格兰高地行政区的一个城镇，位于该行政区北部，为大不列颠本岛最北的城镇。总人口7933（2011年）。